# توپولف تو-۱۵۵
توپولف تو-۱۵۵ (به انگلیسی: Tupolev Tu-155) یک توپولف تو-۱۵۴ اصلاح شده است که به عنوان یک مدل آزمایشی با سوخت جایگزین مورد استفاده قرار گرفت. این اولین هواپیمای آزمایشی در جهان است که با سوخت هیدروژن مایع کار می‌کند. این هواپیما نیز مشابه هواپیمای توپولف تو-۱۵۶ هرگز ساخته نشده‌است.

## اپراتورها
- آئروفلوت
- نیروی هوایی شوروی